# قطعنامه ۱۸۲۲ شورای امنیت
قطعنامه ۱۸۲۲ شورای امنیت سازمان ملل متحد که در تاریخ ۳۰ ژوئن ۲۰۰۸ تصویب شد، سندی بین‌المللی دربارهٔ تهدید صلح و امنیت بین‌المللی ناشی از اقدامات تروریستی است. این قطعنامه طی نشست ۵۹۲۸ام با ۱۵ رای موافق، ۰ مخالف و ۰ ممتنع تصویب شد.